# Peter Draisaitl
Peter Draisaitl (* 7. Dezember 1965 in Karviná, Tschechoslowakei) ist ein tschechisch-deutscher Eishockeytrainer und ehemaliger -spieler, der seit dem 19. Dezember 2022 Sportdirektor der Krefeld Pinguine aus der DEL2 ist. Er ist der Vater von Leon Draisaitl.

## Karriere als Spieler

### Vereine
Peter Draisaitl wurde als Angehöriger der deutschen Minderheit im tschechoslowakischen Karviná geboren und zog als Jugendlicher zu seiner Tante nach Peine. Als seine Familie übersiedelte, zog er mit ihnen gemeinsam in die Nähe von Mannheim. Beim dort beheimateten Mannheimer ERC spielte er von da an und erhielt in der Saison 1983/84 erste Einsätze in der Bundesligamannschaft. Nachdem er in den ersten beiden Spielzeiten nur vereinzelt Spiele bestritt, etablierte er sich in den Folgejahren als Stammspieler. Zwischen 1983 und 1990 erreichte er mit dem MERC zwar stets die Play-offs, doch gelang es nie, die Meisterschaft zu gewinnen. So blieben die Vizemeisterschaften 1985 und 1987 die bis dahin größten Erfolge seiner Karriere. Zur Spielzeit 1990/91 wechselte er für zwei Jahre zum Kölner EC. Dort gelang ihm der Sprung zu einem der Topstars der Liga und seine Scoringwerte stiegen weiter an. Doch auch in Köln gewann er lediglich einen Vizemeistertitel (1991).
1992 kehrte Draisaitl noch mal nach Mannheim zurück, wo man viel von ihm erwartete. Doch auch obwohl er in den beiden folgenden Spielzeiten durchaus beachtliche Leistungen zeigte, reichte es nicht zum erhofften Meisterschaftsgewinn mit dem MERC. Diesen sollte er jedoch nach seinem neuerlichen Wechsel zu den Kölner Haien endlich erreichen: 1994/95 führte er die Haie im ersten Jahr der DEL zum größten Triumph seiner Karriere. Ein Jahr später spielte Draisaitl seine beste Spielzeit und wurde Topscorer der Play-offs, doch am Ende unterlag er mit den Haien sowohl im Finale der DEL-Play-offs als auch im Europapokal-Endspiel. Nach zwei weiteren Jahren in Köln entschied er sich 1998 zu einem Wechsel zu den Moskitos Essen in die Bundesliga, die damals die zweithöchste Spielklasse war. Mit den Moskitos gelang ihm ein Jahr später, dank seines im entscheidenden Spiel verwandelten Penaltys, der Aufstieg in die DEL. Im folgenden Jahr wurde er mit den Moskitos allerdings Letzter nach der DEL-Vorrunde. Seine aktive Karriere beendete Draisaitl dann 2001 nach einem Jahr bei den Revierlöwen Oberhausen.

### Nationalmannschaft
Peter Draisaitl spielte insgesamt 146 offizielle Spiele für die deutsche Nationalmannschaft. Er trug erstmals bei den Olympischen Spielen 1988 das Trikot mit dem Bundesadler bei einem Turnier. Im Laufe seiner Karriere nahm er zudem an den Winterspielen 1992 in Albertville und 1998 in Nagano teil. Bekannt wurde er dabei vor allem durch den Penalty-Schuss im Viertelfinale 1992 gegen Kanada, der auf der Torlinie liegen blieb, was zum Ausscheiden des deutschen Teams führte. Er vertrat die deutschen Farben außerdem bei sieben Weltmeisterschaften und dem World Cup of Hockey 1996.

## Sonstiges
Als Spieler hielt Draisaitl lange Zeit einen DEL-Rekord: In der ersten DEL-Spielzeit 1994/95 erzielte er in 21 Spielen in Folge mindestens einen Scorerpunkt. Am 6. April 2025 wurde er von Ty Ronning überboten. Sein Sohn Leon Draisaitl spielt als Mittelstürmer aktuell bei den Edmonton Oilers in der NHL; er spielt somit auf derselben Position wie einst sein Vater.

## Erfolge und Auszeichnungen
Als Spieler:
- 1995 Deutscher Meister mit den Kölner Haien in der Deutschen Eishockey Liga
- 1996 Topscorer der DEL-Playoffs (23 Punkte)
- 1999 Bundesliga-Meister mit den Moskitos Essen

Als Trainer:
- 2011 Meister der 2. Bundesliga mit den Ravensburg Towerstars